# Saint-Jean-Delnous
Saint-Jean-Delnous – miejscowość i gmina we Francji, w regionie Oksytania, w departamencie Aveyron. W 2013 roku jej populacja wynosiła 454 mieszkańców. 